# عبد العزیز الفغم

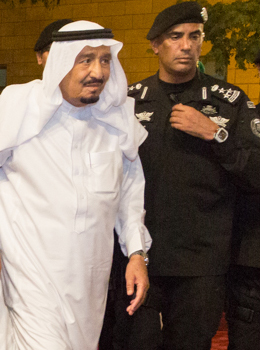
عبدالعزیز الفغم در کنار ملک سلمان پادشاه عربستان سعودی

عبد العزیز الفغم محافظ شخصی پادشاه عربستان سعودی بود که در سال ٢٠١٩ میلادی به ضرب گلوله کشته شد. از او به دلیل مهارت در امور نگهبانی و بادیگاردی، به عنوان یکی از برترینهای جهان نامبرده می‌شد. عبدالعزیز الفغم بعد از آنکه از دانشکده نظامی ملک خالد فارغ التحصیل شد وارد گارد پادشاه و گردان نیروهای ویژه این گارد شد. 

## مرگ
عبد العزیز الفغم در روز ۲۹ سپتامبر ۲۰۱۹ در شهر جده در ملاقات با دوست خود، فیصل السبتی، توسط شخصی به نام ممدوح بن مشعل آل علی مورد اصابت گلوله قرار گرفت، هر چند که تلاش شد تا عبد العزیز الفغم به بیمارستان رسانده شود، اما در آنجا به دلیل جراحات وارده، کشته شد. ممدوح بن مشعل آل علی نیز در محل حادثه توسط نیروهای امنیتی کشته شد.